# الأكدر بن حمام
الأَكْدَر بن حَمَام بن عامر بن صعب اللخمي (؟ - 65 هـ /685 م، الفسطاط[بحاجة لمصدر]) سيد لخم وشيخها بمصر، «كان من العقلاء الشجعان النبلاء». حضر فتح مصر هو وأبوه. ولما بايع المصريون لعبد الله بن الزبير كان الأكدر في جملة الداعين إليه وأحد من بايعوه مختارين. قتله مروان بن الحكم بعد استيلائه على مصر.